# Psychotria andersonii
Psychotria andersonii är en måreväxtart som beskrevs av Francis Raymond Fosberg. Psychotria andersonii ingår i släktet Psychotria och familjen måreväxter. Inga underarter finns listade i Catalogue of Life.